# Bowen Island

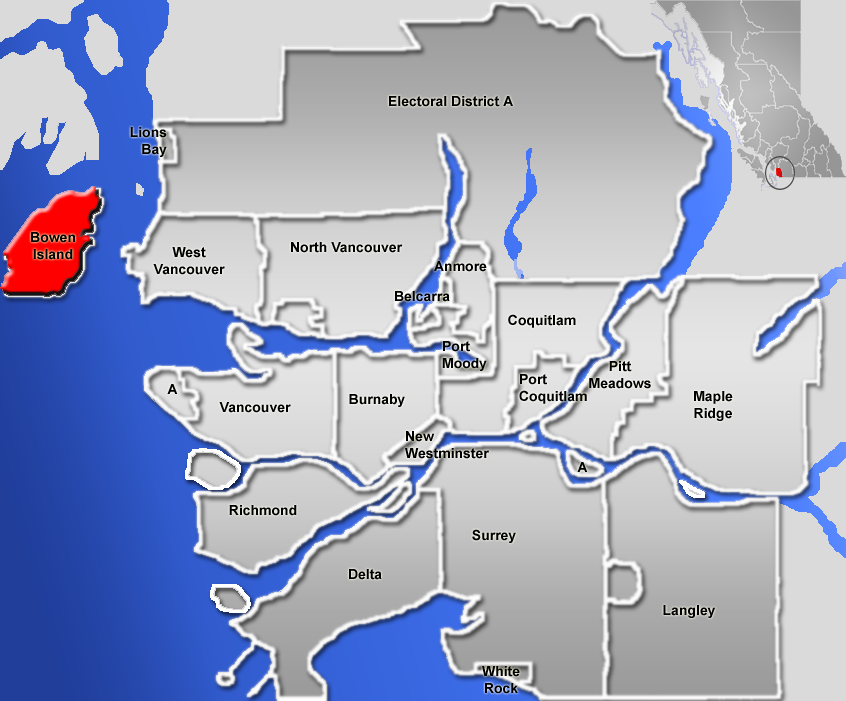
Bowen Island, ubicació

Bowen Island és una illa i municipi al Districte Regional de Greater Vancouver a l'estat canadenc de Colúmbia Britànica.
Té una forma oval, amb aproximadament 6 km d'ample i 12 km de llarg, situada en la Sonda de Howe, a una distància de 6 km de terra ferma. Comunica amb la regió de Lower Mainland, mitjançant un servei de ferry, que parteix des de West Vancouver. Té una població de 2.957 habitants, segons el cens de 2001. L'illa és un centre de vacances en estiu. Té una superfície de 49,94 km².